# Mischa Levitzki
Mischa Levitzki (* 25. Mai 1898 in Krementschuk (Ukraine); † 2. Januar 1941 in Avon-by-the-Sea/New Jersey) war ein US-amerikanischer Pianist.
Der Sohn russisch-jüdischer Einwanderer mit amerikanischer Staatsbürgerschaft wurde 1898 während eines Heimatbesuches seiner in New York wohnhaften Eltern geboren. Er erhielt im Alter von drei Jahren Violin- und im Alter von sechs Jahren Klavierunterricht und wurde siebenjährig in Warschau Schüler von Aleksander Michałowski. Im Folgejahr debütierte er als Pianist bei einem Konzert in Antwerpen.
1908 kehrte die Familie nach New York zurück, und Frank Damrosch nahm ihn ans Institute of Musical Art (später Juilliard School of Music) auf, wo er bis 1911 Klavierschüler von Sigismond Stojowski war. Danach studierte er bis 1915 an der Hochschule für Musik Berlin bei Ernst von Dohnányi. Nach einer Konzertreise durch Deutschland, Österreich, Ungarn und Norwegen debütierte er 1916 in der New Yorker Aeolian Hall.
In der Folge wurde er einer der angesehensten Konzertpianisten der USA. Zwischen 1916 und 1930 unternahm er 12 Konzerttourneen durch mehr als einhundert US-amerikanische Städte. 1921 trat er in Australien und Neuseeland auf, 1925 in Ostasien. 1927 debütierte er mit dem London Symphony Orchestra unter Thomas Beecham in der Londoner Queen’s Hall. Danach trat er bis 1933 regelmäßig in London auf.
Neben seiner solistischen Tätigkeit war Levitzki auch ein angesehener Kammermusiker. So führte er u. a. mit dem Musical Art Quartet ein Brahmsprogramm in der Town Hall von New York auf. Außerdem komponierte er auch einige Klavierstücke. Seine ersten Plattenaufnahmen entstanden 1924, der Großteil wurde zwischen 1927 und 1933 bei His Master’s Voice eingespielt. Seine letzte Aufnahme entstand 1938 bei RCA Victor. Im Januar 1941 starb Levitzki unerwartet in seinem Haus in Avon-by-the-Sea an einem Herzinfarkt. Naxos veröffentlichte ab 2002 eine Gesamtausgabe seiner Plattenaufnahmen.
Levitzkis Bruder Marks Levine (1890–1971) war Direktor der National Concert and Artists Corporation, sein Bruder Lewis L. Lorwin wurde als Ökonom bekannt und seine Schwester Bertha Levitzki (später Sandra Levitzki) als Pianistin und Harfenistin.